# 主動元件
主動元件（active component）又称有源元件，是一種具有增益，或是依靠電流方向的電子零件。實際上，是指電阻、電容、電感 （它们稱為「被動元件」）以外的電子零件。主動元件的例子如電晶體、可控硅整流器、真空管等。
在电力工程学中，译为能动部件，是依靠触发、机械运动或动力源等外部输入，而行使功能的部件。